# 淑嬪崔氏
淑嬪 崔氏（しゅくひん さいし、スクピン チェシ、1670年 - 1718年）は、李氏朝鮮の第19代国王粛宗の嬪。 第21代国王英祖の生母。諡は「和敬(화경)」（和敬淑嬪）。

## 生涯
本貫は海州。後日、領議政を追贈された崔孝元の娘として、1670年に生まれた。粛宗2年に7歳で入宮したとされている。宮廷のムスリ出身（雑事を担当する下女）とされる説もあるが、実際には針房（チムバン、침방）に所属していた宮女である(後に対立する禧嬪張氏も元は針房の女官であった。針房の女官は王族に仕える至密の女官に次いで高位であった)。後に仁顕王后付きの内人(尚宮でない女官の総称)となる。
1689年、仁顕王后閔氏が廃位され禧嬪張氏が王妃となった。
その後（1692年4月22日以降。正確な時期はわかっていない）、粛宗の寵愛を受けて承恩尚宮（スンウンサングン、승은상궁。正五品相当）になり、粛宗19年（1693年）4月26日に淑媛（スグォン、숙원。従四品相当）になる。その年、王子を産むが、2ヶ月で亡くなる。
甲戌換局で仁顕王后が復位された年（1694年）の9月13日、延礽君（ヨニングン、연잉군）、後の朝鮮の21代国王の英祖を産んだ。それに先立ち、同じ年の6月2日に淑儀（スグィ、숙의。従二品相当）になっている。
粛宗21年（1695年）6月8日に貴人(クィイン、귀인。従一品相当)になる。
粛宗24年（1698年）7月7日に子を産むが3日で亡くなる。
粛宗25年（1699年）6月13日、前年に第6代朝鮮王端宗が241年ぶりに復位されたことを祝賀して、正一品相当の淑嬪（スクピン、숙빈）となる。
1701年10月から1704年4月の間に本宮の昌徳宮（チャンドックン、창덕궁）を離れて、梨峴宮（イヒョングン、이현궁）に居所を移す。梨峴宮は淑嬪房（スクビンバン、숙빈방）と呼ばれるようになる。
粛宗37年（1711年）6月22日、粛宗は淑嬪崔氏を淑嬪房から息子・延礽君の居所へと移し、母子で暮らすよう御命を下す。
1716年ごろから急に病がちになり、私邸で療養していたが、 1718年3月息子・延礽君の私邸で亡くなる。享年49。

## 家族
- 父：贈議政府領議政 崔孝元(1638年-1672年)
- 母：贈貞敬夫人南陽洪氏
- 義父︰顕宗（第18代王）
- 義母︰ 明聖王后金氏（1642年 - 1684年）
- 夫：粛宗(第19代王)
- 長男（1693年 名は永壽。早世，無封君）
- 次男：英祖(第21代王)
- 三男（1698年 早世）
- 孫︰思悼世子/荘献世子 李愃（1735年 - 1762年）
- 曾孫︰正祖(第22代王)

## 淑嬪崔氏を演じた俳優
- 『朝鮮王朝五百年』 仁顕王后（1988年、MBC、日本未公開）演：キョン・ミリ
- 『妖婦 張禧嬪』（1995年、SBS）演：ナム・ジュヒ
- 『大王の道』（1998年、MBC）演：キム・ヨンエ
- 『張禧嬪-チャン・ヒビン-』（2003年、KBS）演：パク・イェジン
- 『トンイ』（2010年、MBC）演：ハン・ヒョジュ（日本語吹き替え版声優：加藤忍）子供時代:キム・ユジョン
- 『チャン・オクチョン-張禧嬪-』（2013年、SBS）演：ハン・スンヨン（日本語吹き替え版声優：福圓美里）
- 『テバク～運命の瞬間  (とき) ～』（2016年、SBS）演：ユン・ジンソ